# Boardwalk Hotel and Casino
Boardwalk Hotel and Casino – w przeszłości stanowił hotel i kasyno, należący do korporacji MGM Mirage. Początkowo był częścią sieci hoteli Holiday Inn, jednak później wszedł w posiadanie Mirage Resorts. Boardwalk powstał w 1968 roku, czyli w okresie poprzedzającym erę budowy wielkich kasyn, dlatego też był stosunkowo niewielki w porównaniu do sąsiednich obiektów, licząc zaledwie 654 pokoje. 
Obiekt położony był przy bulwarze Las Vegas Strip w Paradise, w stanie Nevada. Wraz z nadejściem mody na budowę wielkich kompleksów, w sąsiedztwie Boardwalk powstały Bellagio, Monte Carlo, Paris, Alladin oraz MGM Grand. Od tego czasu, popularność Boardwalk zaczęła stopniowo spadać, a sam obiekt nie był w stanie rywalizować z konkurencją. 
Projekt architektoniczny, a także wystrój Boardwalk inspirowany był motywem Coney Island. Na terenie obiektu znajdował się między innymi niefunkcjonujący, drewniany roller coaster. Hotel składał się z trzech budynków, z których każdy powstał w innym okresie; najnowszy, liczący 16 pięter, wybudowany został w 1996 roku. Drugim był 6-kondygnacyjny The Steeplechase, a trzecim Luna Park – 4-piętrowy, oryginalny budynek z momentu otwarcia Boardwalk.

## Historia
Początkowo Boardwalk stanowił własność niezależnego inwestora. Dopiero w 1994 roku został nabyty przez korporację Boardwalk Casino, Inc. W 1997 roku obiekt stał się własnością Mirage Resorts.
Oficjalne zamknięcie Boardwalk nastąpiło 9 stycznia 2006 roku, a główna wieża hotelowa została wysadzona 9 maja 2006 roku o godzinie 2:34, robiąc miejsce dla nowego kompleksu CityCenter.